# Queenie Smith
Queenie Smith (ur. 8 września 1898, zm. 5 sierpnia 1978) – amerykańska aktorka teatralna, telewizyjna i filmowa.

## Biografia
Już jako nastolatka tańczyła w przedstawieniach Metropolitan Opera.  W latach 30. rozpoczęła karierę filmową. Wystąpiła w około siedemdziesięciu filmach i serialach. Pracowała jako nauczyciel i wykładowca w Hollywood Professional School oraz dyrektor ds. rozwoju w Melodyland Theater w Anaheim w Kalifornii. Pracowała do ostatniej chwili. Zmarła na raka, na miesiąc przed osiemdziesiątymi urodzinami.

## Wybrana filmografia
- 1978: Nieczyste zagranie jako Elsie
- 1974–1977: Domek na prerii jako pani Whipple
- 1977: Statek miłości jako Helen Lindsay (występ gościnny)
- 1973: The Waltons jako Pierwsza Sędzina (występ gościnny)
- 1971: The Funny Side jako Żona Starszego
- 1969: Hawaii Five-O jako staruszka (występ gościnny)
- 1950: Gwiazdkowy prezent jako pani Amendola
- 1946: Zabójcy jako Mary Ellen Daugherty
- 1936: Statek komediantów jako Elly May Chipley